# Baruch Tenembaum
Baruch Tenembaum (1933 - ) nace en Argentina en la "Colonia Las Palmeras" provincia de Santa Fe, una villa de inmigrantes judíos escapando de los pogromos rusos de 1880. Hijo y nieto de "gauchos judíos", estudia en Buenos Aires y en Rosario. Se hace conocido como activista del diálogo interreligioso,  en especial a través de dos OGN que el funda: Casa Argentina en Israel – Tierra Santa y la Fundación Internacional Raoul Wallenberg. De acuerdo al Instituto de Investigaciones para la Paz Internacional de Oslo, PRIO, Baruj Tenembaum estuvo entre los nominados al Premio Nobel de la Paz 2009. Asimismo, el operador mundial de apuestas Ladbrokes otorgó a Tenembaum una probabilidad de 1/40 para ganar el premio, contra 1/20 del ganador, el presidente de los Estados Unidos, Barack Obama.

## Educación y activismo
En 1952, Tenembaum se gradúa del Instituto Superior de Estudios Judaicos. Como maestro y profesor enseña hebreo e idioma yidis, literatura, la Torá, los Profetas y la Mishnah. En 1955, es Director del Seminario de Maestros de Moisés Ville en la provincia de Santa Fe donde enseñaba el Antiguo Testamento y filosofía.
Fue 1.er. director general del Instituto Cultural Argentino-Israelí (ICAI) desde donde se originaron importantes iniciativas en el campo educativo incluyendo tours, bar Mitzvah, peregrinajes a Tierra Santa y la fundación de la Escuela Tarbut School, entre otras. Organiza el primer concurso bíblico latinoamericano. Tradujo clásicos españoles al hebreo, y literatura de la 'Haskalá' al idioma castellano.
Lanza la idea de establecer diálogo interreligioso, en cuyo marco promueve la creación de un "fresco" de manos del maestro de la pintura Raúl Soldi, en la Basílica de la Anunciación de Nazaret, que se completa en 1968.
En 1965, promueve la primera visita de un Papa a Jerusalén. Recibe un premio por su obra en la Santa Sede, siendo recibido por el Papa Pablo VI el 13 de enero de 1965. En esa oportunidad, Monseñor Antonio Caggiano, cardenal primado de Argentina, le otorga un premio de la Iglesia Argentina, por sus luchas a favor de sus connacionales judíos en Argentina.
Con el escritor Jorge Luis Borges, funda la Casa Argentina en Israel, con ramas en Buenos Aires y en Jerusalén. Ha trabajado en iniciativas interreligiosas con el Rabino Guillermo Schlesinger, el Padre Carlos Cuccetti, el Pastor Sosa y el Padre Ernesto Segura, quien fuese el primer Presidente de la Casa Argentina en Israel.
Su educación judía y humanista es el resultado de una profunda devoción de su maestro y mentor, Rabí Jacobo Fink, ortodoxo que lo inicia en el conocimiento judío, y la Kabbalah, y lo guía en toda su vida. Aun si están muy lejos (el Rabí Fink era Gran Rabino en Río de Janeiro, Brasil, Haifa, Israel, y Buenos Aires, Argentina) tan estrechas eran sus relaciones que todos los viernes conversaban, nunca posponiendo, hasta el último día de su existencia.
Es coautor, con el Dr. Shalom Rosenberg, profesor de filosofía en la Universidad Hebrea de Jerusalén, del libro 'Holy Places in the Holy Land'.

## Secuestro
El 31 de enero de 1976, Baruch Tenembaum fue secuestrado por miembros de la Triple A (Alianza Anticomunista Argentina) organización parapolicial  derecha dirigida José López Rega, dio comienzo con la “desaparición forzada de personas” en Argentina, donde al finalizar la dictadura en 1983, el total de desaparecidos ascendía a 30,000. Los secuestradores lo acusaron de “infectar la Iglesia Católica con el virus del Judaísmo” y “de dar ideas de coexistencia de tal modo de destruir los principios cristianos” con su obra de diálogo, “destruyendo la república”. Adicionalmente, lo acusaban de ser parte del "Plan Andinia".
Su mujer Perla voluntariamente se entregó como rehén, y también fue secuestrada. Mientras él estaba en cautiverio, el Padre Horacio Moreno habló por él, suplicando por su liberación desde el púlpito en la Iglesia de Fátima, y más tarde encontrándose con sus captores cara a cara quienes se autodefinían como “católicos comprometidos”. Finalmente, los liberaron. Desde entonces el señor Tenembaum reside en el exterior, desde donde conduce las actividades internacionales de la Fundación Wallenberg.

## Eventos recientes y activismo
Tenembaum continuó su obra humanitaria buscando a gentiles que ayudaron a judíos durante la Segunda Guerra Mundial. Luego de ocho años de exilio, y caída la dictadura, regresa periódicamente a Argentina.
Tenembaum, junto con el recientemente fallecido congresista de los EE. UU., Tom Lantos, es uno de los fundadores de la "Fundación Internacional Raoul Wallenberg"
 Raoul Wallenberg fue un diplomático sueco que salvó a miles de judíos húngaros del exterminio nazi y fue secuestrado por las tropas soviéticas en 1945. Su destino continúa siendo un misterio. La Fundación tiene como misión la de honrar, preservar y divulgar la memoria de Wallenberg y de otros salvadores del Holocausto. Asimismo, continúa su campaña por obtener respuestas claras de parte de los rusos acerca del destino y paradero de Wallenberg.
En el año 1997, a instancias de Casa Argentina en Israel – Tierra Santa y la Fundación Internacional Raoul Wallenberg, y con el apoyo del entonces Cardenal Primado Antonio Quarracino, se inaugura en la Catedral Metropolitana de Buenos Aires un monumento-homenaje judío dentro de un templo Católico, que además es la mayor Iglesia de la Argentina.
Dicho mural honra a las víctimas del Holocausto así como a las de los atentados acaecidos en la década del 1990 en Buenos Aires, en contra de la Embajada de Israel y de la Sede de la AMIA.
En el año 2001 bajo el auspicio de Casa Argentina en Israel – Tierra Santa y la Fundación Internacional Raoul Wallenberg, se creó el sitio web www.bialikencastellano.com, que se convirtió en la fuente en línea más abarcativa e importante sobre la vida y obra del afamado escritor y poeta nacional israelí.
En el año 2004, Tenembaum creó y produjo un valioso documental filmográfico, titulado "Legado".
Este film es uno de los más importantes testimonios realizados sobre la llegada de los inmigrantes judíos a la Argentina, en agosto de 1889. Muestra cómo esas primeras familias y luego sus hijos, nietos y bisnietos, fueron poblando nuestro país y sembrando su cultura y su trabajo, en las colonias que se encuentran en Entre Ríos, Santa Fe y otras provincias.

## Reconocimientos y premios
En el año 2003, Baruj Tenembaum fue homenajeado por el Congreso de los Estados Unidos por su labor de toda una vida, y "en especial por haberse dedicado a crear un marco de entendimiento entre judíos y católicos en el mundo entero" (conceptos vertidos por el difunto congresista Tom Lantos, quien propuso el tributo).
En el año 2005, Tenembaum es condecorado por el Rey de Suecia con la insignia "Comandante de la Orden de la Estrella Polar", en mérito a sus sobresalientes contribuciones para honrar a Raoul Wallenberg.
En ese mismo año, Tenembaum fue declarado ciudadano ilustre de la Provincia de Santa Fe por el gobernador Jorge Obeid. Cabe agregar que el señor Tenembaum realiza regularmente campañas mundiales de recuperación de Sifrei Torá las cuales dona a sinagogas que recién inician sus actividades.
Baruch Tenembaum y Elsa Kononowicz son los padres de Shmuel Tenembaum, abogado, Yoav Tenembaum, historiador y autor, y de Abigail Tenembaum, una consultora de estrategias. Tiene seis nietos.